# ウスバアゲハ族
ウスバアゲハ族（ウスバアゲハぞく、Parnassiini）は、ウスバアゲハ亜科に属する2族の1つである。
世界では3属50種が生息し、日本には1属3種が生息する。

## 分類
ウスバアゲハ族は、3属に分類されている。
- ウスバアゲハ属 Parnassius －ウスバシロチョウ（ウスバアゲハ）、ウスバキチョウ (キイロウスバアゲハ）、ヒメウスバシロチョウ (ヒメウスバアゲハ）
- シリアアゲハ属 Archon －シリアアゲハ
- イランアゲハ属 Hypermnestra －イランアゲハ